# Ramble On
Pistes de Led Zeppelin II
Living Loving Maid (She's Just a Woman)
(6) Moby Dick
(8)
Ramble On est une chanson du groupe anglais Led Zeppelin. La chanson apparaît sur l'album Led Zeppelin II sorti en 1969. Elle est coécrite par Jimmy Page et Robert Plant, et enregistrée en 1969 dans le Juggy Sound Studio. 
Ses paroles montrent l'influence du Seigneur des anneaux sur Robert Plant : les noms de Gollum et du Mordor y apparaissent clairement, et Sauron est évoqué.
Ramble On n'a jamais été jouée en entier en concert par Led Zeppelin dans sa formation originale, mais une partie apparaît au milieu de la chanson Babe I'm Gonna Leave You durant un concert à Toronto le 2 novembre 1969. En juin 2008, lors du concert des Foo Fighters à Wembley, Dave Grohl fait monter Jimmy Page et John Paul Jones sur scène, et interprète au chant Ramble On en leur compagnie. Enfin, lors du concert de reformation de Led Zeppelin donné le 10 décembre 2007 à l'02 Arena de Londres le groupe accompagné par Jason Bonham à la batterie joue la chanson en entier dans l'enchaînement du titre Good Times Bad Times avec lequel ils ont commencé leur concert. 